# Namja sa-yongseolmyeongseo
Namja sa-yongseolmyeongseo (남자사용설명서?; lett. "Guida all'uso degli uomini"), conosciuto anche con il titolo internazionale in inglese How to Use Guys with Secret Tips, è un film del 2013 diretto da Lee Won-suk.

## Trama
Tornando a casa, Choi Bo-na decide di acquistare una videocassetta dal titolo Guida all'uso degli uomini, pur essendo scettica sulla reale efficacia della VHS. La giovane inizia così a mettere in pratica i suggerimenti proposti, rivoluzionando completamente la sua vita e ottenendo successi sia in campo professionale che affettivo.

## Distribuzione
In Corea del Sud, la pellicola è stata distribuita a partire dal 14 febbraio 2013 dalla Showbox. In Italia la pellicola ha vinto lo stesso anno il primo premio al Far East Film Festival di Udine.